# Saldaña de Burgos
Saldaña de Burgos é um município da Espanha na província de Burgos, comunidade autónoma de Castela e Leão, de área 7,757 km² com população de 189 habitantes (2012) e densidade populacional de 17,37 hab/km².

## Demografia
| Variação demográfica do município entre 1991 e 2012 | Variação demográfica do município entre 1991 e 2012 | Variação demográfica do município entre 1991 e 2012 | Variação demográfica do município entre 1991 e 2012 | Variação demográfica do município entre 1991 e 2012 | Variação demográfica do município entre 1991 e 2012 |
| --------------------------------------------------- | --------------------------------------------------- | --------------------------------------------------- | --------------------------------------------------- | --------------------------------------------------- | --------------------------------------------------- |
| 1991                                                | 1996                                                | 2001                                                | 2004                                                | 2007                                                | 2012                                                |
| 80                                                  | 104                                                 | 121                                                 | 132                                                 | 163                                                 | 189                                                 |